# Montalto Uffugo
Montalto Uffugo ist eine italienische Gemeinde in der Provinz Cosenza in der Region Kalabrien mit 20.111 Einwohnern (Stand 31. Dezember 2023).

## Lage und Daten
Montalto Uffugo liegt 30 km nordwestlich von Cosenza. Die Stadt liegt auf einer Anhöhe am westlichen Ufer des Flusses Crati. Die Einwohner leben vom Handel, der Landwirtschaft und dem Tourismus.
Die Nachbargemeinden sind Fuscaldo, Lattarico, Luzzi, Paola, Rende, Rose, San Benedetto Ullano, San Fili und San Vincenzo La Costa.

## Sehenswürdigkeiten

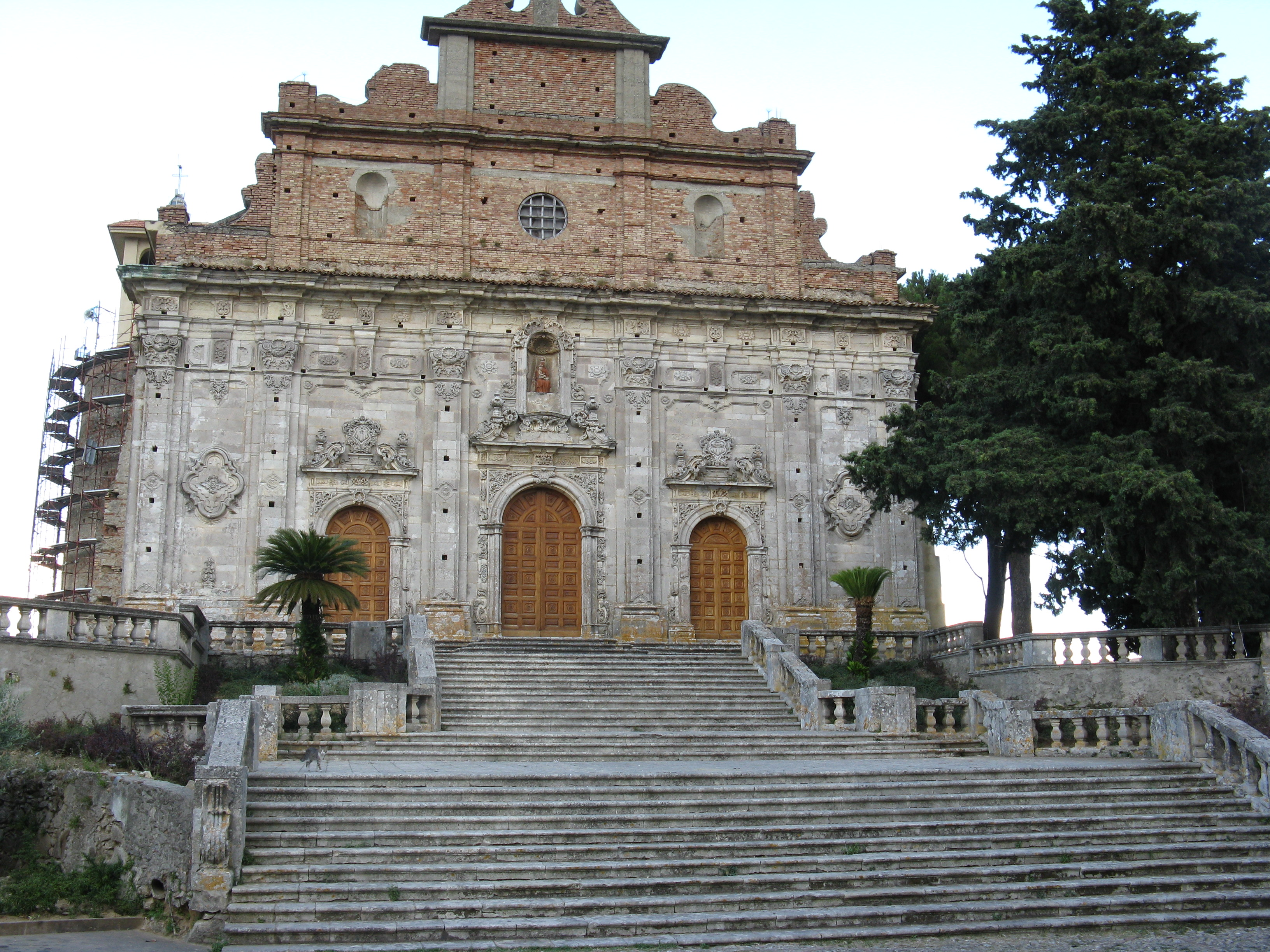
Pfarrkirche

Zentrale Piazza

Das Stadtbild ist durch zahlreiche alte Gebäude geprägt. Die Pfarrkirche ist aus dem Jahre 1454 und in der Barockzeit umgestaltet worden. Im Inneren der Pfarrkirche gibt es ein Altarbild und Holzfiguren aus dem 17. und 18. Jahrhundert. Im Inneren der Kirche S. Francesco da Paola befindet sich ein barockes Mausoleum. Die Kirche S. Chiara hat ein Portal aus dem 15. Jahrhundert.

## Sonstiges
Jedes Jahr am Karfreitag findet eine Prozession statt. Spezialitäten der Stadt sind die Pastilli (getrocknete Kastanien).
Internationale Bekanntheit hat der Ort durch die Beziehung zum Komponisten Ruggero Leoncavallo erhalten, der hier als Kind einen Mordfall miterlebte, der ihn 30 Jahre später zur Oper Bajazzo inspirierte.